# Прасковьино-Васильевка
Прасковьино-Васильевка — упразднённая деревня в Башкортостане. Находилась на территории Денискинского сельсовета Фёдоровского района.

## История
Во 2-й половине XIX века село Парасковьино (Васильевка) при речке Кармалке входило в состав 4-го стана Стерлитамакского уезда Уфимской губернии. Принадлежало помещикам Эннатским. Согласно сведениям 1870 года, в Прасковьино-Васильевке было 42 двора и 304 жителя (148 мужчин и 156 женщин); преобладающая национальность — русские. Имелась православная церковь и училище. По данным 1879 года, село Прасковьино-Васильевское входило в состав Дедовской волости Стерлитамакского уезда. В 1889 году в село переехали переселенцы из трёх губерний.
В 1893 году при сельской церкви была основана Покровская женская община «с целью распространения христианского православного просвещения среди инородческих чувашских селений Уфимской губернии, а также для удовлетворения религиозно-нравственных потребностей русских поселенцев этого края». В 1898 году община была преобразована в Покровский нештатный общежительный женский монастырь, который расположился в соседнем селе Новомихайловка (ныне Покрово-Эннатский монастырь).
В 1920-х годах Прасковьино-Васильевка значилась как деревня в составе Фёдоровской волости Стерлитамакского кантона. По данным переписи 1920 года, в деревне было 48 дворов и 282 жителя (123 мужчины и 159 женщин); преобладающая национальность — мордва. К началу 1950-х годов деревня Прасковьино-Васильевка уже входила в состав Денискинского сельсовета Фёдоровского района Стерлитамакской области Башкирской АССР. По данным на 1969 год, в деревне проживало 139 человек; преобладающая национальность — русские. Деревня Прасковьино-Васильевка была упразднена согласно указу Президиума ВС Башкирской АССР от 12.12.1986 № 6-2/396 «Об исключении из учетных данных некоторых населенных пунктов».
В деревне Прасковьино-Васильевка родился участник Великой Отечественной войны и полный кавалер ордена Славы Михаил Васильевич Сотников (1925—1945).

## Расположение
Деревня располагалась в верховьях реки Кармалки примерно в километре к северу от села Филипповка. По состоянию на начало XXI века сохранялись руины домов.